# 翁貝托·卡蘇托
翁貝托·卡蘇托（義大利語：Umberto Cassuto，1883年9月16日—1951年12月18日）出生於義大利托斯卡尼大區的佛羅倫斯，是一位拉比、神學家和猶太百科全書共同作者。

## 生平
他在1906年從佛羅倫斯大學畢業，1908年被封為拉比。1925年成為佛羅倫斯大學的希伯來語教授，二次世界大戰期間曾被納粹關押進奧斯威辛集中營裡，後來在轉移到泰雷津集中營期間逃亡，戰後搬到以色列定居同時也在耶路撒冷希伯來大學任教，因為對猶太人有重大的貢獻，最後安葬在耶路撒冷。

## 著作
- 1918年 《Gli ebrei a Firenze nell'età del Rinascimento》
- 1922年 《Dante e Manoello》
- 1934年 《La questione della Genesi》
- 1938年 《Storia della letteratura ebraica postbiblica》